# Vyšná Lipová
Vyšná Lipová (1220 m) – szczyt w Wielkiej Fatrze na Słowacji.
Znajduje się w długim grzbiecie tworzącym lewe zbocza Ľubochniańskiej doliny (Ľubochnianska dolina). Jest zwornikiem; w zachodnim kierunku odbiega od niej grzbiet Dedikov, niżej zakręcający na północny zachód. Grzbiet ten oddziela Dolinę Kantorską (Kantorská dolina) od jej odgałęzienia o nazwie Štiavnická dolina.
Vyšná Lipová jest całkowicie porośnięta lasem. W jej stoki wcina się kilka dolinek potoków będących dopływami Ľubochnianki, Kantorskiego potoku lub Štiavnickiego potoku. Grzbietem biegnie granica Parku Narodowego Wielka Fatra – należą do niego stoki wschodnie opadające do  Ľubochniańskiej doliny.

## Turystyka
Przez szczyt Vyšnej Lipovej i grzbietem nad  Ľubochnianską doliną prowadzi czerwony szlak turystyczny (Magistala Wielkofatrzańska). Odcinek biegnący grzbietem Vyšnej Lipovej pozbawiony jest widoków (las).
  odcinek Magistrali Wielkofatrzańskiej: Ľubochňa – Kopa – Ľubochnianske sedlo - Tlstý diel – Vyšne Rudno – sedlo Príslop – Chládkové – Kľak – Vyšná Lipová – Jarabiná – Malý Lysec – Štefanová – Javorina – Šoproň – Chata pod Borišovom. Suma podejść 2140 m, odległość 24,1 km, czas przejścia 8,40 h, ↓ 8 h.